# Animatrix
Animatrix – seria dziewięciu krótkometrażowych filmów animowanych stworzonych w różnych formach animacji, w tym w japońskiej technice anime, nawiązujących do fikcyjnej rzeczywistości filmu Matrix. Światowa premiera serii odbyła się 17 kwietnia 2003, natomiast polska premiera DVD z serią 6 czerwca tego samego roku (Ostatni lot Ozyrysa był wyświetlany w polskich kinach od 9 maja). Całość trwa 102 minuty i jest dozwolona od 15 lat.
W realizację animacji zaangażowane były siostry Wachowski – napisały scenariusz do czterech części (dwie spośród nich są uzupełnieniem Matriksa, a dwie kolejne stanowią wprowadzenie do Reaktywacji). Pozostałe epizody to dzieła wybitnych japońskich reżyserów. Premiery kolejnych części odbywały się w Internecie, skąd bezpłatnie można było pobrać i obejrzeć cztery pierwsze odcinki. 
Wszystkie filmy bezpośrednio łączą się z pełnometrażowymi Matriksami oraz grą Enter the Matrix i razem tworzą spójną całość.

## Produkcja
Projekt Animatrix miał swój początek w Japonii, gdzie reżyserki i scenarzystki trylogii – siostry Wachowskie – promowały pierwszy z filmów serii. W czasie spotkań z niektórymi twórcami anime, którzy mieli duży wpływ na pracę Wachowskich, siostry zdecydowały się rozpocząć z nimi współpracę. Animatrix został wymyślony i nadzorowany przez Wachowskie, lecz tylko do czterech spośród dziewięciu filmów napisały one scenariusz. Żadnej z części nie wyreżyserowały. Większość z nich wyreżyserowana została przez uznanych twórców japońskiej animacji wybranych osobiście przez Wachowskie. 
Wersję anglojęzyczną wyreżyserował Jack Fletcher. W wersji tej głosów użyczyli aktorzy znani z dubbingu w produkcji Final Fantasy X – Matt McKenzie, James Arnold Taylor, John DiMaggio, Tara Strong i Hedy Burress oraz inni aktorzy – Victor Williams, Melinda Clarke, Olivia d’Abo i Kevin Michael Richardson (również głos Deus Ex Machina w Matriksie: Rewolucjach). Swój wkład w serię Animatrix mieli także Keanu Reeves (Neo) i Carrie-Anne Moss (Trinity), którzy udzielili głosu swoim postaciom.

## Odcinki
| Lp. | Tytuł                       | Tytuł oryginalny               | Scenariusz             | Reżyseria            | Studio          | Opis                                                            |
| --- | --------------------------- | ------------------------------ | ---------------------- | -------------------- | --------------- | --------------------------------------------------------------- |
| 1   | Ostatni lot Ozyrysa         | Final Flight of the Osiris     | Lana i Lilly Wachowski | Andy Jones           | Square Pictures | Próba wysłania wiadomości ostrzegawczej do Zionu.               |
| 2   | Drugie odrodzenie, część I  | The Second Renaissance Part I  | Lana i Lilly Wachowski | Mahiro Maeda         | Studio 4°C      | Prequel do trylogii opisujący początek wojny ludzi z maszynami. |
| 3   | Drugie odrodzenie, część II | The Second Renaissance Part II | Lana i Lilly Wachowski | Mahiro Maeda         | Studio 4°C      | Dalsze wydarzenia wojny oraz stworzenie Matriksa.               |
| 4   | Historia ucznia             | Kid's Story                    | Lana i Lilly Wachowski | Shin’ichirō Watanabe | Studio 4°C      | Historia nastolatka, którego ze świata Matriksa wyzwala Neo.    |
| 5   | Program                     | Program                        | Yoshiaki Kawajiri      | Yoshiaki Kawajiri    | Madhouse        | Symulacja walki. Duo namawia Cis do powrotu do Matriksa.        |
| 6   | Rekord świata               | World Record                   | Yoshiaki Kawajiri      | Takeshi Koike        | Madhouse        | Sportowiec w czasie biegu staje się świadomy czym jest Matrix.  |
| 7   | Nawiedzony dom              | Beyond                         | Koji Morimoto          | Koji Morimoto        | Studio 4°C      | Opis nawiedzonego domu, który jest błędem systemowym Matriksa.  |
| 8   | Opowieść detektywa          | A Detective Story              | Shin’ichirō Watanabe   | Shin’ichirō Watanabe | Studio 4°C      | Detektyw zostaje wynajęty w celu zlokalizowania hakera Trinity. |
| 9   | Zniewolony                  | Matriculated                   | Peter Chung            | Peter Chung          | DNA             | Grupa ludzi próbuje przeprogramować maszynę do własnych celów.  |